# International Glossina Genome Initiative
International Glossina Genome Initiative (IGGI) es la organización interdisciplinar e internacional, fundada en 2004, con el objetivo de expandir la investigación sobre las moscas del género Glossina, conocidas como moscas tse-tse (por ejemplo, Glossina morsitans), principal vector de transmisión de la tripanosomiasis africana, debido a los serios problemas, tanto médicos como económicos, que supone este enfermedad.

## Objetivos
El estudio en profundidad de las bases genómicas que subyacen a la biología de las moscas tse-tse y a las interacciones parásito-hospedador es esencial para el desarrollo de medidas de profilaxis frente a la tripanosomiasis africana, así como para el desarrollo de tratamientos efectivos para dicha enfermedad.

## Iniciativas
IGGI promueve la investigación internacional de Glossina sobre todo en África Subsahariana. Organizan anualmente convenciones, congresos y cuentan con programas de intercambio de estudiantes e investigadores.